# 1218
1218 (MCCXVIII) a fost un an obișnuit al calendarului iulian.

## Evenimente
- 11 mai: Încheierea unui tratat de pace între Veneția și Genova.
- 24 mai: Participanții la Cruciada a cincea se îmbarcă la Accra, având ca destinație Egiptul.
- 25 august: Citadela Damietta este cucerită de cruciați.

### Nedatate
- aprilie: Cruciații maghiari pornesc la drum; cei rămași în Palestina recuceresc Cesarea și construiesc la poalele Muntelui Carmel fortăreața Château Pèlerin.
- iunie: Damietta, în Egipt este asediată de cavalerii participanți la Cruciada a cincea.
- Fondarea orașului Rostock, la Marea Baltică, de către germani.
- Forțele cruciate sunt întărite cu participanți din Italia, Spania, Anglia și Franța.
- Generalul mongol Djebé ocupă Kara Khitai.
- Ginghis Han propune hanului Horezmului, din Persia, acceptarea dominației mongole și stabilirea de relații comerciale.
- Ginghis Han renunță la campania împotriva Chinei și își îndreaptă atenția către apus; împăratul statului chinez Jin trece la contraofensivă și recuperează din mâinile generalului mongol Moukhali teritoriile pierdute anterior, cu excepția Pekinului.
- Odată cu sosirea cruciaților din Frizia și Renania, se decide atacarea Damiettei, în speranța slăbirii Egiptului și a facilitării cuceririi Ierusalimului.
- Ordinul gladiferilor din Livonia începe cucerirea Estoniei.
- Revoltă a nobilimii în Ungaria.
- Se încheie domnia lui Borilă pe tronul țaratului bulgaro-român de la sud de Dunăre.
- Sub conducerea lui Jochi, fiul cel mare al lui Genghis Han, mongolii încep cea de a doua campanie în Kârgâzstan.
- Tratatul comercial dintre venețieni și musulmanii din Egipt este reînnoit.

## Arte, științe, literatură și filozofie
- Fondarea Universității regale din Salamanca de către regele Alfonso al IX-lea al Leonului.

## Nașteri
- 1 mai: Ioan I, viitor conte de Hainaut (d. 1257)
- 1 mai: Rudolf I, viitor rege romano-german (d. 1291)
- Abel de Danemarca (d. 1252)

## Decese
- 2 februarie: Constantin de Rostov, cneaz de Novgorod (n. 1186)
- 22 aprilie: Theobald al VI-lea, conte de Blois și de Clermont (n. ?)
- 19 mai: Otto al IV-lea, împărat romano-german (n. 1182)
- 25 iunie: Simon al IV-lea de Montfort; căzut în timp ce asedia Toulouse (n. 1165)
- 6 iulie: Eudes III, duce de Burgundia (n. 1166)
- 26 august: Guillaume de Chartres, mare maestru al Ordinului templierilor (n. ?)

### Nedatate
- august: Al-Adil I, general și conducător al Egiptului (n. ?)
- Geoffroi I de Vilehhardouin, principe de Ahaia și cronicar (n. ?)
- Rostislav al II-lea de Kiev (n. ?)

## Înscăunări
- 2 februarie: Gheorghe al II-lea, mare cneaz de Vladimir-Suzdal (1218-1238).
- Malik al-Kamel, suveran ayyubid al Egiptului și Siriei.
- Ioan al II-lea Asan, țar al Bulgariei (1218-1241).
- Barnut, principe de Rügen (1218-1221).